# Zdrada (album)
Zdrada – piąta płyta płockiej formacji punkrockowej Farben Lehre, nagrana w Studiu Winicjusza Chrósta w Sulejówku.

## Lista utworów
1. „Muzyka i zdrada” – 2:37
2. „Garażówka” – 2:16
3. „Wojna nie żyje” – 2:43
4. „Pogero” – 2:36
5. „Nowy dzień” – 3:27
6. „Samo życie” – 2:36
7. „Bez pokory” – 2:07
8. „Marszarbeit” – 3:03
9. „Łowcy” – 2:41
10. „Glina” – 3:24
11. „Zamieszanie” – 2:36
12. „Niepokój” – 4:03
13. „Gazety mówią” – 1:59

bonus CD:
1. „Kita (instr.)” – 1:02
2. „Helikoptery” – 3:05
3. „Mania manipulacji” – 3:24
4. „Somebody Put Something...” – 3:03[a]

## Skład
- Wojciech Wojda – śpiew
- Bogdan Kiciński – gitara, śpiew
- Piotr Kokoszczyński – gitara basowa, śpiew
- Adam Mikołajewski – perkusja

Gościnnie
- Magdalena Brudzińska – altówka, śpiew (5)
- Krzysztof Chojnacki – śpiew (13)